# Potencial de membrana
El potencial de membrana es la diferencia de potencial eléctrico a ambos lados de una membrana que separa dos soluciones de diferente concentración de iones, como la membrana celular que separa el interior y el exterior de una célula. Cuando se habla de potenciales de membrana, se debería hablar del "potencial de difusión" o "potencial de unión líquida".

## Introducción
Como resultado de la permeabilidad selectiva de la membrana plasmática, la presencia de iones o moléculas con carga negativa que no se difunden dentro de la célula y la acción de varias unidades de bomba sodio-potasio, hay una distribución desigual de cargas a través de la membrana. Como consecuencia, el interior de la célula tiene mayor cantidad de cargas negativas en comparación con el exterior. Esta diferencia de carga da lugar a una diferencia de potencial que se conoce como el potencial de membrana.

## Fundamento
Al estudiar los potenciales de membrana desde un punto de vista teórico, debemos conocer:

### Potencial de Nernst
El potencial de reposo de una célula es producido por diferencias en la concentración de iones dentro y fuera de la célula y por diferencias en la permeabilidad de la membrana celular a los diferentes iones. El potencial de equilibrio de Nernst, relaciona la diferencia de potencial a ambos lados de una membrana biológica en equilibrio con las características relacionadas con los iones del medio externo e interno y de la propia membrana.

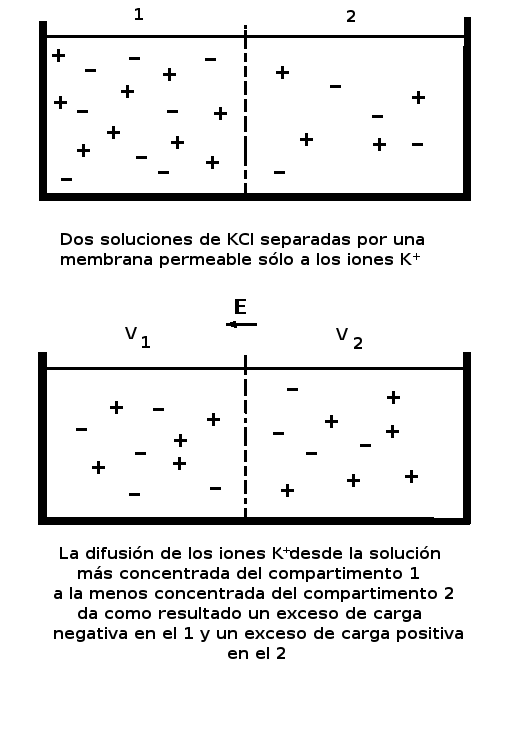
Generación de un potencial de membrana. Para una explicación detallada, véase el texto.

El potencial de Nernst se establece entre disoluciones separadas por una membrana semipermeable como también el de las células. Por ejemplo, KCl (cloruro de potasio), una sal, en medio acuoso se disocia en K+y Cl- en relación 1:1, compensando las cargas positivas de los cationes potasio con las negativas de los aniones cloruro, por lo que la disolución será eléctricamente neutra. De existir una membrana biológica selectivamente permeable al K+ en el interior de la solución, los K+ difundirán libremente a un lado y a otro de la membrana. Sin embargo, como hay más iones en el compartimento 1, inicialmente fluirán más iones K+ del 1 al 2 que del 2 al 1. Como el Cl- no puede difundir a través de la membrana, pronto hay un exceso de carga positiva en el compartimento 2 y un exceso de carga negativa en el 1. El fluido en cada compartimento permanece con una carga neutra, si bien las cargas en exceso se concentran a lo largo de la membrana. Las capas de carga positiva y negativa a cada lado de la membrana producen una diferencia de potencial {\displaystyle V=V_{1}-V_{2}} a través de la membrana y un campo eléctrico E, que retarda el flujo de iones positivos del compartimento 1 al 2 y que acelera su flujo del compartimento 2 al 1.
En este sistema, tras un tiempo se alcanzará el equilibrio dinámico en el que exista un flujo de K+ idéntico del 2 al 1 como del 1 al 2. Este equilibrio depende de la diferencia de concentración que favorece el movimiento del 1 al 2 y de la diferencia de potencial que favorece la difusión del 2 al 1. La diferencia de potencial V en el equilibrio viene dada, en función de las concentraciones {\displaystyle c_{1}} y {\displaystyle c_{2}} de los iones de K+ en los dos compartimentos, mediante:
{\displaystyle V=V_{1}-V_{2}=\pm 2,3{\frac {kT}{e}}\log {\frac {c_{1}}{c_{2}}}}
Este es el potencial de equilibrio de Nernst. Posee un valor negativo cuando la membrana es permeable a los iones positivos, y positivo cuando lo es a los aniones. Aquí k es la constante de Boltzmann y la T la temperatura absoluta. La magnitud kT es proporcional a la energía cinética media de los iones en solución y {\displaystyle {\frac {kT}{e}}\log {\frac {c_{1}}{c_{2}}}} es proporcional al flujo neto de iones debido a la diferencia de concentración. La magnitud eV es proporcional al flujo neto de iones debido a la diferencia de potencial. Así, la ecuación antes citada es la condición para que estos dos flujos sean iguales y opuestos.

## Modificaciones: temperatura de 37°C
A la temperatura corporal de 37 °C el valor de {\displaystyle {\frac {kT}{e}}}es:
{\displaystyle {\frac {kT}{e}}={\frac {(1,38\ast 10^{-23}\ {\frac {J}{K}})\ast (310\ K)}{1,60\ast 10^{-19}}}=0,0267\ V=26,7\ mV}
de modo que el potencial de Nernst es
{\displaystyle V=V_{1}-V_{2}=\pm (61,4\ mV)\log {\frac {c_{1}}{c_{2}}}}

## Potencial de la membrana plasmática
La membrana plasmática de una célula nerviosa separa un citoplasma con una concentración de iones {\displaystyle K^{+}} de 0,141 mol/L de un fluido extracelular de únicamente 0,005 mol/L del mismo ion. Considerando que ambas concentraciones estén en equilibrio, y aplicando la fórmula anterior podemos deducir el potencial de membrana en reposo:
{\displaystyle V=V_{1}-V_{2}=\pm (61,4\ mV)\log {\frac {0,141\ {\frac {mol}{L}}}{0,005\ {\frac {mol}{L}}}}=-89,2\ mV}
donde este -89,2 mV teórico coincide aproximadamente con las mediciones en reposo efectuadas por técnicas de medición por microelectrodos en células vivas, de lo cual se deduce que las concentraciones de {\displaystyle K^{+}} están casi en equilibrio. Sin embargo,  para el mantenimiento de estas características se requiere una bomba iónica que propulse de forma dependiente de energía los cationes {\displaystyle K^{+}} al interior celular. 

### Transmisión del impulso nervioso

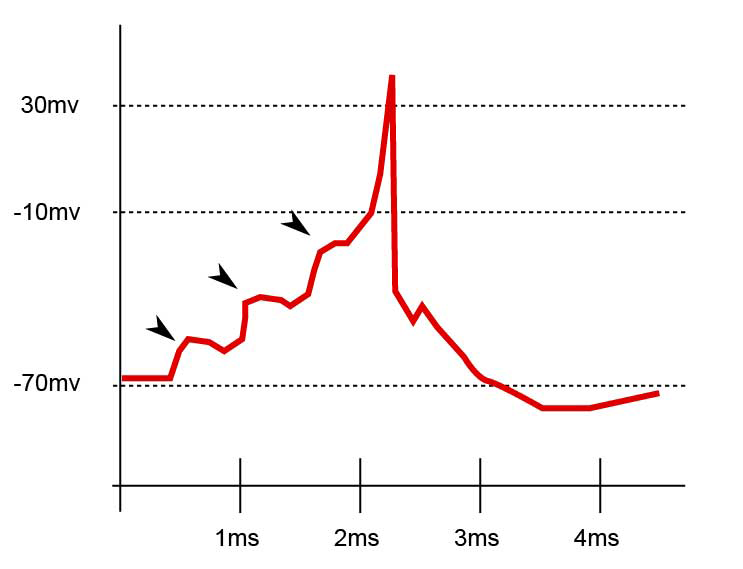
Variación del potencial de membrana de una célula excitable mediante la recepción de tres estímulos eléctricos (flechas).

Además, los procesos de despolarización e hiperpolarización de la membrana durante, por ejemplo, la transmisión del impulso nervioso por parte de los potenciales de acción o la contracción muscular implican a un gran número de proteínas de membrana que intervienen en el flujo iónico bidireccional. De ahí que varíe tanto el potencial de membrana en estos casos: por ejemplo, una neurona puede despolarizarse hasta 30 mV, incrementando el potencial en más de 120 mV.

### Ecuación de Goldman-Hodgkin-Katz (aplicable a membranaspermeablesa múltiples iones)
Tal como se vio anteriormente, la ecuación de Nerst solo calcula el potencial de difusión para un ion en particular, es decir, se asume que en el medio externo sólo existe un tipo de iones (por ejemplo: Na+).
Se sabe que tanto en los medios intra y extra celular existen múltiples iones tales como: Na+, K+, Cl-, Mg2+, entre otros, por lo tanto es necesario disponer de una fórmula que calcule dicho potencial para todos los iones presentes en el líquido extracelular.
Se sabe que la membrana celular es permeable a múltiples iones diferentes, por lo tanto al momento en que dichos iones difunden se genera un potencial de membrana que depende de tres factores:
1. La polaridad de la carga de cada uno de los iones a difundir.
2. La permeabilidad de la membrana a cada uno de los iones.
3. Las concentraciones de los mismos tanto en el exterior como en el interior de la membrana.

La Ecuación de Goldman (también llamada de Goldman - Hodgkin - Katz) calcula el Potencial de la membrana en el interior de la célula cuando participan dos iones positivos univalentes (K+ y Na+) y un ion negativo también univalente (Cl-).
*Ecuación de Goldman
{\displaystyle {\text{FEM(milivoltios)}}=61,4\log {\frac {C_{Na_{e}^{+}}P_{Na^{+}}+C_{K_{e}^{+}}P_{K^{+}}+C_{Cl_{i}^{-}}P_{Cl^{-}}}{C_{Na_{i}^{+}}P_{Na^{+}}+C_{K_{i}^{+}}P_{K^{+}}+C_{Cl_{e}^{-}}P_{Cl^{-}}}}}
** donde:
- C = Concentración del ion
- P = Permeabilidad de la membrana al ion
Aclaraciones:
1. Los iones sodio, potasio y cloruro son los iones más importantes que participan en la generación del potencial de membrana en las fibras nerviosas y musculares. El gradiente electroquímico de cada uno de los iones a través de la membrana ayuda a determinar el voltaje del potencial de membrana.
2. La permeabilidad de la membrana a cada uno de los iones determina el grado de importancia de cada uno de ellos, es decir, si la membrana por algún motivo solo es permeable por ejemplo al sodio el potencial de membrana será igual al Potencial de Nerst para el sodio.
3. Un gradiente de concentración positivo en el interior de la membrana causa electronegatividad en el interior de la misma; esto explica que si hay por ejemplo una mayor concentración de iones potasio en el interior de la membrana, habrá por lo tanto mayor difusión del mismo, desde el interior hasta el exterior de la membrana, generando un déficit de cargas positivas en el interior de la membrana, lo cual dotará a dicho medio, de carga negativa.
4. Los cambios rápidos de concentración de los iones sodio y potasio son los principales responsables de la transmisión nerviosa.

El potencial de membrana no es el mismo en todas las células, dependiendo del origen de las mismas. Existen células que tienen -50 mV y otras, como por ejemplo las musculares, que oscilan entre -50 y 60 mV.
En el organismo existen dos espacios: el extracelular y el intracelular. En el extracelular o líquido intersticial, el anión más abundante es el ion cloruro. En el medio intracelular o citoplasma, los aniones más abundantes son las proteínas, que en las condiciones del pH celular interno, están ionizadas negativamente por liberación de iones hidrógeno, H+. El catión más abundante en el líquido intersticial es el ion sodio, y en el citoplasma es el ion potasio.
El desequilibrio iónico que produce la polarización de la membrana es debido a la distinta permeabilidad que presenta frente a cada uno de estos iones. El ion de potasio atraviesa la membrana libremente; la permeabilidad para el sodio es menor, y además es expulsado por medio de un transporte activo llamado bomba de sodio-potasio. Las proteínas, debido a su tamaño, no pueden atravesar libremente la membrana. Toda esta dinámica establece una diferencia de potencial en condiciones de reposo, de unos -90 mV.

## Implicaciones
La existencia de este potencial de membrana es imprescindible para el origen y transmisión del impulso nervioso.